# Ефект колібрі
«Ефект колібрі» (англ. Hummingbird, дослівно укр. Колібрі, також знаний як Викуп (англ. Redemption)) — британсько-американський драматичний бойовик режисера і сценариста Стівена Найта, що вийшов 2013 року. У головних ролях Джейсон Стейтем, Агата Бузек.
Продюсерами були Ґай Гілі Пол Вебстер. Вперше фільм почали демонструвати 9 травня 2013 року в Угорщині.
В Україні у кінопрокаті прем'єра фільму відбулася 13 червня 2013 року. Переклад та озвучення українською мовою зроблено на замовлення «1+1».

## Сюжет
Повернувшись з Афганістану, колишній морський піхотинець Джозеф Сміт тепер безхатько і п'яниця. Через деякий час він вирішує почати нове життя і погоджується працювати на азійську мафію. Проте насильство дедалі більше бентежить Джозефа, або як він себе тепер називає Джої Джонс, і він вирішує боротись з мафією.

## У ролях
| Актор                | Персонаж                                               | Роль                                          |
| -------------------- | ------------------------------------------------------ | --------------------------------------------- |
| Джейсон Стейтем      | Джозеф Сміт / Джої Джонс англ. Joseph Smith/Joey Jones | колишній морський піхотинець Великої Британії |
| Агата Бузек          | Сестра Кристіна англ. Sister Cristina                  | молода монахиня                               |
| Крістіан Брессінґтон | Макс Форресер англ. Max Forrester                      | вбивця                                        |
| Вікі МакКлюр         | Дон англ. Dawn                                         | колишня дівчина Джозефа                       |
| Бенедикт Вонґ        | Чой англ. Choy                                         | бос злочинців                                 |

## Сприйняття

### Критика
Фільм отримав змішано-позитивні відгуки: Internet Movie Database — 6,2/10 (29 736 голосів), Metacritic — 43/100 (14 відгуків критиків) і 6,4/10 від глядачів (14 голосів). Загалом на цьому ресурсі від критиків фільм отримав змішані відгуки, а від глядачів — позитивні.

### Касові збори
Під час показу у США, що розпочався 28 червня 2013 року, протягом першого тижня фільм показали в 19 кінотеатрах і він зібрав 19,977 $, що на той час дозволило йому зайняти 55 місце серед усіх прем'єр. Показ фільму протривав 14 днів (2 тижні) і завершився 11 липня 2013 року. За цей час фільм зібрав у прокаті у США 36,895  доларів США (за іншими даними 36,686 $) при бюджеті 20 млн $. У світі фільм зібрав близько 12 млн. дол.

### Виноски
1. 1 2  Hummingbird: Release Info (англ.). Internet Movie Database. Архів оригіналу за 30 березня 2013. Процитовано 10 лютого 2014.
2. 1 2  Ефект колібрі. Kino-teatr.ua. Архів оригіналу за 22 лютого 2014. Процитовано 10 лютого 2014.
3. 1 2  Hummingbird (англ.). Internet Movie Database. Архів оригіналу за 5 серпня 2017. Процитовано 10 лютого 2014.
4. 1 2  Redemption (англ.). Box Office Mojo. Архів оригіналу за 1 квітня 2014. Процитовано 10 лютого 2014.
5. 1 2  Redemption (англ.). The Numbers.com. Архів оригіналу за 23 лютого 2014. Процитовано 10 лютого 2014.
6. ↑  Redemption (2013). Box Office Mojo. Amazon.com. Архів оригіналу за 21 квітня 2017. Процитовано 2 липня 2013.
7. ↑  Redemption (англ.). Allmovie. Архів оригіналу за 26 лютого 2014. Процитовано 10 лютого 2014.
8. ↑  Hummingbird: Full Cast & Crew (англ.). Internet Movie Database. Архів оригіналу за 6 вересня 2014. Процитовано 10 лютого 2014.
9. ↑  Redemption (англ.). Metacritic. Архів оригіналу за 27 квітня 2014. Процитовано 10 лютого 2014.